# Bigelow Cholla Garden Wilderness
Le Bigelow Cholla Garden Wilderness est situé à l'est du désert des Mojaves et dans le Mojave Trails National Monument, au sein du comté de San Bernardino, en Californie. 

## Géographie
Le désert se trouve à l'extrémité nord des Sacramento Mountains, à l'est des Piute Mountains  et à 29 km à l'ouest de Needles, en Californie. La wilderness couvre 5927 hectares. Les altitudes varient de 420 à 1010 mètres au sommet du Bannock Peak. 

## Faune et flore
Dans la zone sauvage, les types de végétation proviennent principalement de la communauté des plantes de broussailles de créosote. La concentration la plus dense de cactus Bigelow cholla (Cylindropuntia bigelovii) de tous les déserts de Californie se trouve dans la zone sauvage et les terres environnantes. 
La faune est typique du désert de Mojave; elle comprend le coyote, le jackrabbit à queue noire, l'écureuil terrestre, le rat kangourou, la caille, le roadrunner, les serpents à sonnettes et plusieurs espèces de lézards. La région offre un habitat aux mouflons d'Amérique du désert en migration. La moitié ouest de la wilderness offre un habitat essentiel à la tortue du désert menacée. 